# Interconexión lantano-aluminato-titanato de estroncio

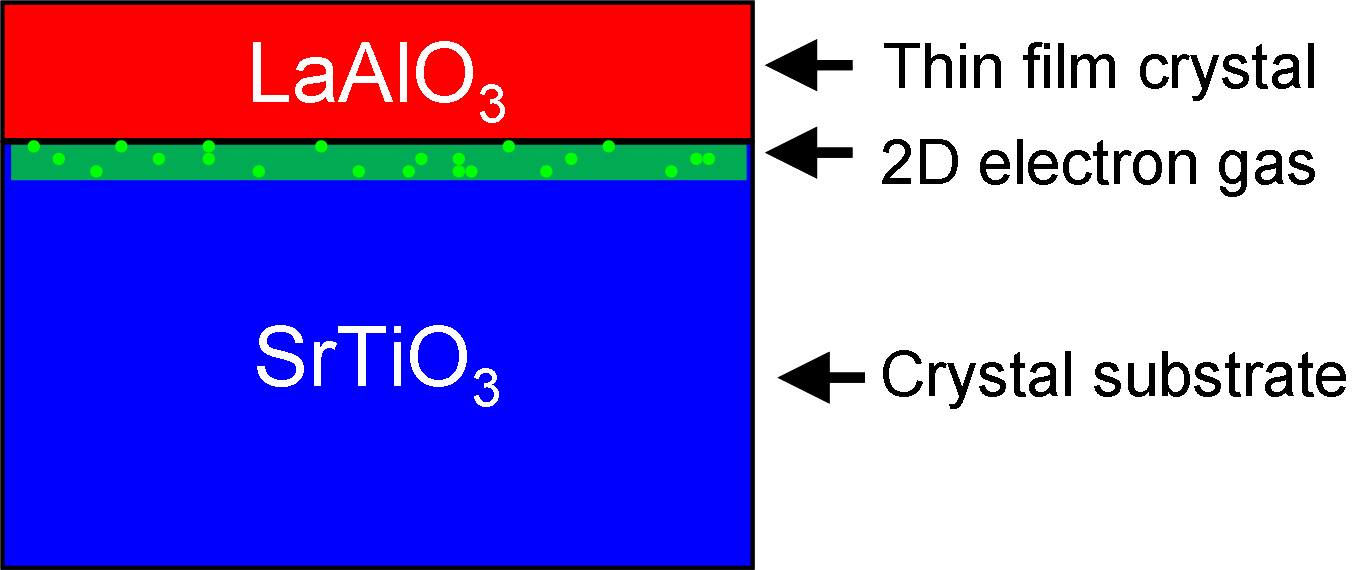
Diagrama sencillo de la interfaz LaAlO_{3}/SrTiO_{3}.

La interconexión entre el aluminato de lantano (LaAlO3) y el titanato de estroncio (SrTiO3) es una interfaz de materiales notable porque presenta propiedades que no se encuentran en sus materiales constituyentes. Individualmente, el LaAlO3 y el SrTiO3 son aislantes no magnéticos, pero las interfaces LaAlO3/SrTiO3 pueden mostrar conductividad eléctrica metálica,superconductividad,ferromagnetismo, gran magnetorresistencia negativa en el plano,y fotoconductividad persistente gigante. El estudio de cómo surgen estas propiedades en la interfaz LaAlO3/SrTiO3 es un área de investigación creciente en la física de la materia condensada.
En las condiciones adecuadas, la interfaz LaAlO3/SrTiO3 es conductora de la electricidad, como un metal. La dependencia angular de las oscilaciones de Shubnikov-de Haas indica que la conductividad es bidimensional,lo que ha llevado a muchos investigadores a denominarla gas bidimensional de electrones (2DEG, por sus siglas en inglés). Bidimensional no significa que la conductividad tenga espesor cero, sino que los electrones están confinados a moverse sólo en dos direcciones. A veces también se denomina líquido bidimensional de electrones (2DEL) para destacar la importancia de las interacciones entre electrones.

## Condiciones necesarias para la conductividad
No todas las interfaces LaAlO3/SrTiO3 son conductivas. Normalmente, la conductividad sólo se consigue cuando:
- La interfaz LaAlO3/SrTiO3 se encuentra a lo largo de la dirección cristalográfica 001,110 y 111
- El LaAlO3 y el SrTiO3 son cristalinos y epitaxiales
- El lado SrTiO3 de la interfase es TiO2-terminado (causando que el lado LaAlO3 de la interfase sea LaO-terminado).[1]
- La capa de LaAlO3 tiene un grosor de al menos 4 celdas unitarias.[8]

También se puede conseguir conductividad cuando el SrTiO3 está dopado con vacantes de oxígeno; sin embargo, en ese caso, la interfaz es técnicamente LaAlO3/SrTiO3-x en lugar de LaAlO3/SrTiO3.

## Aplicaciones
A fecha de 2015, no existen aplicaciones comerciales de la interfaz LaAlO3/SrTiO3. Sin embargo, se han sugerido aplicaciones especulativas, como dispositivos de efecto de campo, sensores, fotodetectores y termoeléctricos; el LaVO3/SrTiO3 relacionado es una célula solar funcional aunque hasta ahora con una eficiencia baja.